# Wendy O. Williams
Wendy Orlean Williams (Rochester, 28 de mayo de 1949-Storrs, 6 de abril de 1998), más conocida como Wendy O. Williams, fue una música y actriz estadounidense que ejerció como cantante de la banda de punk y heavy metal Plasmatics. 
Nacida en Rochester, tuvo una infancia y una adolescencia difícil, debido a la hostil relación con sus padres. Con dieciséis años huyó de su casa e hizo autoestop al estado de Colorado, luego a Florida y en 1974 viajó a Europa. Dos años más tarde, de vuelta en los Estados Unidos, integró el elenco de la compañía Captain Kink's Theatre del artista Rod Swenson, con quien tuvo una relación sentimental hasta su fallecimiento. En 1977, la pareja concibió la banda Plasmatics que debutó al año siguiente en el recinto CBGB de Nueva York. Su performance incluía al principio un traje de enfermera, un atractivo corte mohicano, con cinta aislante o crema de afeitar sobre sus senos, o simplemente en toples. Acompañada de una actitud nihilista reflejada en destruir televisores con mazos, cortar guitarras eléctricas con motosierras, disparar escopetazos a los amplificadores o hacer explotar un automóvil, la banda unificó la música punk con la teatralidad del shock rock.
Luego de grabar tres álbumes de estudio y un extended play con Plasmatics, en 1984 comenzó su carrera solista con el disco WOW, que le valió su única nominación a los premios Grammy en la categoría mejor interpretación vocal de rock femenina en 1985. Antes de finalizar la década publicó otras dos producciones más y en 1987 lanzó un álbum conceptual con Plasmatics denominado Maggots: The Record. Además de su faceta como cantante, tuvo una corta carrera actoral con papeles en películas de cine B y en algunas series de televisión; su última interpretación la dio en un capítulo del programa MacGyver en 1990. Adicional a su carrera artística, Wendy estaba comprometida con su propia superación personal, a comer y vivir saludablemente, apoyaba causas ambientales y de protección animal y criticaba el uso de azúcar en la dieta de los estadounidenses y la obesidad infantil. Luego de retirarse de la música en 1988, junto con Rod se mudó a Storrs en donde vivieron en una casa domo hasta su fallecimiento. A pesar de tener una vida tranquila en un hogar rodeado de bosques, sufría una fuerte depresión que la llevó a suicidarse el 6 de abril de 1998. Apodada por la prensa como La reina del punk o La reina del shock rock, Wendy es recordada como «una de las artistas más auténticas de la historia del rock».

## Biografía

### Primeros años
Wendy Orlean Williams nació el 28 de mayo de 1949 en Rochester, Nueva York, como una de las tres hijas del matrimonio integrado por Audrey Stauber Williams, una ama de casa, y Robert F. Williams, un químico de Eastman Kodak Company. A los cinco años de edad, su familia se mudó al suburbio de Webster. A los seis, ganó un concurso local de claqué y obtuvo un viaje gratis a Nueva York para presentarse en el programa de televisión infantil Howdy Doody. Estudió en el R. L. Thomas High School de Webster, pero antes de graduarse lo abandonó. Por ese entonces, tocaba el clarinete en la banda escolar y recibió clases por seis meses para especializarse en dicho instrumento en la Escuela de Música Eastman de la Universidad de Rochester, luego de ganarse una beca.
A los quince años la arrestaron por tomar sol desnuda en el parque estatal Letchworth, al sur de Rochester. A los dieciséis, huyó de su casa debido a los problemas con su familia e hizo autoestop hasta Colorado con cincuenta dólares que había ganado en un trabajo de medio tiempo en Dunkin' Donuts. Vivió en una tienda de campaña a las afueras de Boulder, en donde vendía collares hechos a mano, experimentó con el LSD y la mescalina, y practicó algunas religiones del Lejano Oriente. Más tarde, viajó a Fort Lauderdale, Florida, y para ganarse la vida vendía bikinis de hilo tejidos por ella, macramés hechos a mano, plantas colgantes y vitaminas. Además, trabajó como salvavidas e instructora de vela. En 1974 se trasladó a Europa, en donde trabajó como barman en Ámsterdam, en un restaurante de comida macrobiótica en Londres y después como bailarina en un grupo itinerante de danza gitana.

### Primera etapa con Plasmatics: 1977-1983

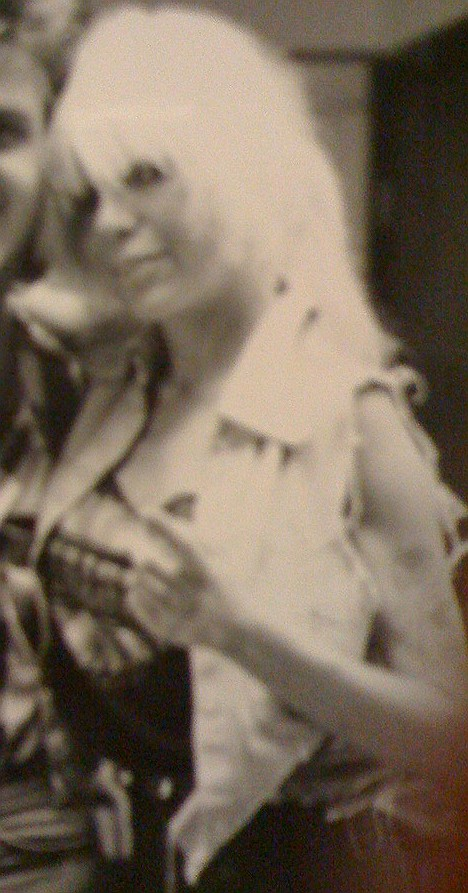
Wendy O. Williams.

En 1976 regresó a los Estados Unidos y se estableció en un cutre hotel en Times Square, Nueva York. Un día, mientras estaba en la Terminal de Autobuses de la Autoridad Portuaria, leyó un anuncio en una revista tirada en el suelo que buscaba bailarines para un espectáculo de la compañía Captain Kink's Theatre del artista Rod Swenson. Audicionó para él bailando una versión de «Foxy Lady» de The Jimi Hendrix Experience, pero con su propia voz sobrepuesta en la cinta. Una vez que la contrató, Rod descubrió que poseía ideas creativas para la función y al poco tiempo entablaron una relación sentimental que duró veintidós años. Fungió como una dominatrix en el espectáculo La fantasía sexual del Capitán Kink; una de sus rutinas era recostarse boca arriba y lanzar pelotas de ping pong de su vagina hacia los clientes. Cabe señalar que en 1978 grabó este truco para la película Candy Goes to Hollywood (1979), en donde fue acreditada como Wendy Williams.
En 1977, mientras la pareja iba en un taxi, Rod la escuchó cantar el tema «Need a Little Sugar in My Bowl» de Bessie Smith e ideó crear una banda en donde ella fuese la vocalista principal. Concebida en ese mismo año, Plasmatics debutó el 26 de julio de 1978 en el recinto CBGB de Nueva York. La banda llegó a ser uno de los actos en vivo más atrayentes de la ciudad. Sus presentaciones los diferenciaba de las otras agrupaciones, ya que unificaron la música punk con la teatralidad del shock rock. Wendy llamaba la atención del público principalmente por su performance que incluía un traje de enfermera, un atractivo corte mohicano, con cintas aislantes o crema de afeitar sobre sus senos o simplemente en toples. Además, su actitud nihilista reflejada en destruir televisores con mazos, cortar guitarras eléctricas con motosierras, disparar escopetazos a los amplificadores o hacer explotar un automóvil, la llevó a autodescribirse como una «ninfómana marginal y exhibicionista terminal». A pesar de que la banda tuvo varios contratiempos durante sus primeros años —entre ellos la cancelación de su primer concierto en Inglaterra por parte del Consejo del Gran Londres— su popularidad en la costa este de los Estados Unidos iba al alza. Debido a ello, en 1980 aparecieron en el programa Fridays de ABC, en donde gracias a su particular peinado se convirtió en la primera mujer en presentarse en la televisión nacional estadounidense con un corte mohicano. No obstante, la presentación fue mal vista por los conservadores.
Dos días después de su presentación en Fridays, Plasmatics tocó en el club nocturno The Palms de Milwaukee. Luego del concierto, el Vice Squad la arrestó por cargos de indecencia, ya que según ellos simuló una masturbación con un martillo delante de una audiencia. Después de objetar que la registraran, la policía la arrojó al suelo y la golpeó, como también atacaron a Rod Swenson cuando intentó intervenir. Él relató lo siguiente:

Cuando salí, vi toda una falange de policías y en el interior del círculo pude ver media docena de ellos encima y alrededor de ella. Un tipo enorme estaba arrodillado sobre su espalda y su cara sangraba. En ese momento corrí y comencé a tratar de sacarlos. Me arrastraron entre dos autos y comenzaron a golpearme con sus bastones. Me desperté en un charco de sangre camino al hospital (...) Aunque [Wendy] tenía la nariz rota y sangraba profusamente, la arrojaron a la parte trasera de una patrulla y la llevaron a la estación de policía. Afortunadamente, tan pronto como llegaron allí, una mujer policía dijo: "Tiene que ir directamente al hospital".

Rod señaló que la policía no ocultó el hecho de que la aparición de la banda en Fridays causó su furia, él mencionó que: «Estaban muy enojados, muy, muy rencorosos e hicieron muchos comentarios que dejaron muy claro lo que pensaban. Cosas como "tu banda está compuesta de negros y maricas"». Cuando se llevó a cabo el juicio en junio de 1981, a la pareja se les acusó de agredir a un oficial de policía, resistir al arresto y por una conducta que violaba una ordenanza de la ciudad de Milwaukee relacionada con establecimientos que venden licor. Sin embargo, fueron exonerados de todos los cargos luego que un fotógrafo local que presenció la golpiza presentó unas imágenes que refutó el informe policial. A la noche siguiente del evento ocurrido en Milwaukee, la banda debía presentarse en un club de Cleveland, pero el concierto se pospuso para unos días después. No obstante, el Vice Squad nuevamente la arrestó en Cleveland por exposición indecente y por hacer gestos obscenos con un mazo, aunque la dejaron en libertad bajo fianza.
En 1982, Plasmatics participó en un proyecto colaborativo con Motörhead, en que Wendy y Lemmy Kilmister interpretaron juntos la canción «Stand by Your Man» de Tammy Wynette. El EP titulado Stand by Your Man incluyó como lado B los temas «No Class» de Motörhead, cantada por Williams, y «Masterplan» de Plasmatics, interpretada por Kilmister. En ese mismo año la banda abrió los conciertos de la gira Creatures of the Night Tour de Kiss. Tras ello, Gene Simmons mostró interés en producir un álbum para la agrupación, pero debido a una disputa contractual con Capitol Records no podían utilizar el nombre de Plasmatics. Rod contó que en realidad Simmons estaba interesado en trabajar con la propia Wendy más que con la banda como tal.

### Carrera solista:WOWyKommander of Kaos
En 1984 salió al mercado su álbum debut como solista, WOW. Dos de los músicos de Plasmatics —el guitarrista Wes Beech y el batería T.C. Tolliver— contribuyeron en su grabación junto con el guitarrista líder Michael Ray y Gene Simmons, aunque este último usó el apodo de Reginald Van Helsing. De acuerdo con Chris Knowles de Classic Rock: «Algunos fanáticos de Kiss han notado irónicamente que WOW fue el mejor álbum de los ochenta de Kiss», ya que no solo colaboró Simmons, sino que también figuraron como artistas invitados Paul Stanley, Ace Frehley, Eric Carr y Vinnie Vincent. A pesar de su baja venta, alrededor de 70 000 copias, WOW le valió a Wendy su única nominación a los premios Grammy en la categoría mejor interpretación vocal de rock femenina en 1985. En 1986 se publicó su segundo disco Kommander of Kaos, en donde Rod Swenson fungió como productor, ya que Simmons no estaba disponible por temas de agenda. Grabado con Michael Ray (guitarra), T.C. Tolliver (batería), Greg Smith (bajo) y sin Wes Beech, el objetivo de este nuevo trabajo era recuperar la velocidad, el concepto y las letras minimalistas de las composiciones escritas anteriormente con Plasmatics. A pesar de que en este álbum Williams se alejó del sonido hard rock de WOW para enfocarse nuevamente en el punk y en el heavy metal, Kommander of Kaos obtuvo reseñas mixtas por parte de la prensa especializada.

### Breve reunión con Plasmatics y su retiro de la música
En 1987, junto con los guitarristas Wes Beech y Michael Ray, el bajista Chris Romanelli y el batería Ray Callahan, grabó el cuarto y último disco de estudio de Plasmatics llamado Maggots: The Record. Considerado como la primera «ópera thrash metal», es un álbum conceptual cuya historia está ambientada veinticinco años en el futuro en que por culpa de la quema de combustibles fósiles conlleva a la decadencia del medio ambiente y, por consiguiente, al fin del mundo. El disco incluye además un relato de una desventurada familia, los White, quienes debido a los problemas ambientales mueren uno a uno en un lapso de tres días.
En 1988 salió al mercado su tercera y última producción solista, que en realidad nunca tuvo la intención de ser un álbum de ella o de Plasmatics. Deffest! and Baddest! poseía un estilo de rap rock o de trash rap como lo llamó el escritor Chris Watts y en su portada figuró el nombre de Ultrafly and the Hometown Girls, un grupo ficticio que hacía alusión a Wendy y a los dos coristas que participaron en su grabación: Katrina Astrin y La Donna Sullivan. A pesar de que el álbum tuvo una gira promocional, en donde Wendy contó con una banda de soporte e interpretó los mayores éxitos de sus trabajos previos, en palabras de Chris Knowles: «(...) las controversias y la mala prensa habían pasado factura». En ese sentido, Rod relató que: «Teníamos pueblos en donde no podíamos tocar y promotores que no nos pondrían (...) Seguimos cruzando pueblos en los que no podíamos entrar. Así es como nos asfixiamos al final. Cuando nos detuvimos en 1988, dijimos que íbamos a una pausa, pero sabíamos que estábamos renunciando».

### Suicidio
Luego de alejarse de la industria musical, en 1991 la pareja se trasladó de Manhattan al pueblo rural de Storrs, Connecticut, ya que según ella: «Estaba muy harta de tratar con gente». A pesar de tener una vida tranquila en el bosque, sufría una fuerte depresión que en palabras del periodista Jayne Keedle: «No le dio una salida para su lado salvaje. Y para Williams, una vida sin pasión no era vida en absoluto». En 1993 intentó suicidarse clavándose con la ayuda de un martillo un cuchillo en su corazón, sin embargo, le dio en el esternón. Una vez que vio la sangre fluir cambió de parecer y llamó a Rod para que la llevara al hospital. Más tarde, en el verano boreal de 1997 nuevamente quiso quitarse la vida, en esta ocasión con una sobredosis de efedrina. Luego de ese evento rechazó ser hospitalizada e incluso objetó cualquier tratamiento psicológico o farmacológico.
En 1998, su depresión estaba tan avanzada que odiaba su vida normal, su aspecto físico, sus nuevos tatuajes e incluso su edad. Por aquel entonces estaba viviendo con Steve Gabriel, un tatuador que tenía una tienda llamada Guide Line en East Hartford. No obstante, mantenía contacto con Rod, ya que lo llamaba hasta cinco veces al día. El 6 de abril dejó el domicilio de Steve llevándose consigo algunas cosas, entre ellas un arma calibre 38 que él guardaba bajo la cama.  Condujo hasta la casa que compartía con Rod y como él no estaba, le dejó sobre una mesa un bálsamo de masaje oriental, un paquete de semillas para el jardín y unas cartas selladas, que incluían un testamento vital, una carta de amor dirigida a él y una nota suicida. Luego caminó a una zona boscosa detrás de la casa —uno de sus lugares favoritos— alimentó a algunas ardillas, cubrió su cabeza con una bolsa y se disparó. De acuerdo con Rod, quien la encontró, por cuatro años trató de disuadir su decisión, o más bien posponerla: «El acto de Wendy no fue irracional en el momento (...) Ella había estado hablando de quitarse la vida durante casi cuatro años. Le había resultado difícil vivir una vida normal más allá de su apogeo y había estado abatida durante mucho tiempo. Esto era algo que ella había planeado. No fue algo inesperado».
El 18 de mayo se realizó en el recinto CBGB de Nueva York un evento en su memoria, al que acudieron algunas personas ligadas a la industria musical y radial, entre ellas Joey Ramone. Además de mostrarse los videos musicales y algunos archivos audiovisuales de los conciertos de la artista, la ceremonia contó con la asistencia de sus excompañeros de Plasmatics: Chosei Funahara, Richie Stotts, Wes Beech, Stu Deutsch, Jean Beauvoir y T.C. Tolliver, quienes interpretaron seis canciones en vivo. La gala terminó con la exhibición del videoclip de «It's My Life», canción que fue escogida como sencillo de su disco WOW de 1984. Por otro lado, Lemmy Kilmister le dedicó unas palabras antes de cantar el tema «No Class» en un concierto en Alemania, que quedó registrado en el álbum en directo de Motörhead Everything Louder Than Everyone Else de 1999.

## Carrera actoral
Su carrera actoral estaba enfocada principalmente en películas de cine B. Su primera aparición fue en el filme Candy Goes to Hollywood de 1979, en donde realizó el truco de lanzar pelotas de ping pong de su vagina, cuya secuencia llamada The Dong Show era una parodia al programa televisivo The Gong Show de NBC. En ese mismo año también figuró en la cinta para adultos 800 Fantasy Lame. En 1981, junto con los demás integrantes de Plasmatics participó en el sketch Fishin' Musician de John Candy del canal SCTV. Más tarde actuó en Hell Camp of the Gland Robbers de 1985 y al año siguiente en Reform School Girls como una pandillera de un grupo de motociclistas llamada Charlie Chambliss. Además, cantó la canción principal del mismo nombre y tres de sus canciones de su álbum debut solista se incluyeron en la banda sonora. En 1987 interpretó a una mujer con corte mohicano en la cinta cómica Eat the Rich y personificó a Conju en el episodio «Bean's First Adventure» del programa de televisión The New Adventures of Beans Baxter. Dos años más tarde hizo el papel de Butch en la comedia Pucker Up and Bark Like a Dog. Su última actuación la dio en 1990 en el capítulo «Harry's Will» de la serie MacGyver como Big Mama. Por otro lado, en 1985 fue parte de una gira de seis meses del musical cómico The Rocky Horror Show, en donde interpretó a Magenta.

## Vida personal
Sus compañeros de clases y profesores afirmaron que era una estudiante promedio que tocaba en la banda escolar, bonita y tímida. Además, prestaba atención a su cabello y a su vestimenta, y que hablaba muy suavemente. No obstante, su infancia y sobre todo su adolescencia fue difícil, como señaló Rod Swenson: «(...) Creció sintiéndose frustrada, impedida y muchas veces coaccionada y castigada por tratar de ser quien era... Cuando era adolescente se volvió cada vez más rebelde y se metió en todo tipo de problemas». Carol Wallace de la revista People en 1983 mencionó que «Wendy se consideraba una paria. Se sentía inferior a su popular hermana mayor e incomprendida por sus padres». Debido a la hostil relación con sus progenitores, a los dieciséis años abandonó la escuela y huyó de su casa. Durante su adolescencia experimentó con drogas y sexo furioso, inclusive a los quince tuvo su primera aventura sexual afirmando que: «Ya no quería ser virgen, así que fui a un bar y recogí a alguien. Para mí, eso fue sexo». A lo largo de su vida la arrestaron en varias ocasiones: a los quince por tomar sol desnuda en un parque al sur de Rochester y a mediados de los setenta en Inglaterra por robar una tienda y en Italia por pasar involuntariamente dinero falsificado. Además de los incidentes ocurridos en 1980 con el Vice Squad de Milwaukee y Cleveland, en 1981 recibió una multa de 35 dólares por golpear a un fotógrafo independiente quien trató de sacarle una foto mientras trotaba por la orilla de un lago en Chicago.
Luego de un período en que vagó por los estados de Colorado, Florida y más tarde en algunos países europeos, en 1976 se estableció en Nueva York en donde conoció al artista Rod Swenson, con quien tuvo una relación sentimental hasta su fallecimiento. Sobre él, Wendy contó que: «Fue la primera persona que no trató de cambiarme». Antes de iniciar la década de los ochenta comenzó a tener una vida saludable no consumió más drogas ni fumaba, era vegetariana y abstemia, trotaba seis millas al día y tenía un régimen de levantamiento de pesas. Según el guitarrista de Plasmatics Wes Beech ella siempre estaba preocupada por la alimentación de la banda, por ejemplo que no consumieran carnes procesadas ni pan blanco. Estaba comprometida con su propia superación personal, a comer y vivir saludablemente, hasta solicitaba alimentos naturales a los promotores para su camerino como brotes de alfalfa, tofu y miel. También era ecologista, contribuía en fondos de protección animal y ambiental, se negaba a usar maquillaje de compañías que experimentaban con animales en los laboratorios, criticaba la caza furtiva innecesaria, como también el uso de la azúcar en la dieta de los estadounidenses y la obesidad infantil. Después de su retiro de la música, vivió en una casa domo que Rod construyó en Storrs y trabajó como rehabilitadora de animales en el Quiet Corner Wildlife Center y en una cooperativa de comida saludable, en donde ayudaba a los clientes a elegir los alimentos.

## Legado
A lo largo de su carrera demostró ser «una de las artistas más auténticas de la historia del rock» y algunos medios la apodaron como «La reina del punk», «La reina del shock rock», «Suma sacerdotisa del metal», «Dominatrix de los decibeles» o «Evel Knievel del rock». Debido a su particular estilo en 1981 la revista People la incluyó en la lista de las personas mejores vestidas del mundo, en donde una de las panelistas mencionó que estaba a la vanguardia de la moda. En julio de 1984 apareció en la tapa de la publicación vegana Vegetarian Times y en el mismo mes llegó a ser la primera mujer en figurar en la portada de la británica de heavy metal Kerrang!. En octubre de 1986 realizó una sesión de fotos para Playboy titulada como «La reina del heavy metal revestida en cuero». Dos años más tarde sirvió de inspiración para crear el personaje Wendy O. Koopa —una de las siete integrantes del grupo Koopalings— del videojuego Super Mario Bros. 3 de Nintendo. Más tarde, el 24 de abril de 2016 la incluyeron en el Rochester Music Hall of Fame, cuya ceremonia contó con una banda tributo liderada por su excompañero y guitarrista de Plasmatics, Wes Beech, y la cantante de The Runaways, Cherie Currie.

## Discografía
| Álbumes de estudio - 1980: New Hope for the Wretched - 1981: Beyond the Valley of 1984 - 1981: Metal Priestess - 1982: Coup d'Etat - 1987: Maggots: The Record - 2002: Coup de Grace | Álbumes de estudio - 1984: WOW - 1986: Kommander of Kaos - 1988: Deffest! and Baddest! |

## Filmografía
| - 1979: Candy Goes to Hollywood - 1979: 800 Fantasy Lame - 1985: Hell Camp of the Gland Robbers - 1986: Reform School Girls - 1987: Eat the Rich - 1989: Pucker Up and Bark Like a Dog | - 1981: Fishin' Musician - 1987: The New Adventures of Beans Baxter - 1990: MacGyver |